# 奥古斯塔广场

君士坦丁堡行政中心地图

奥古斯塔广场（拉丁语：Augustaeum,[a]）是古代和中世纪 君士坦丁堡（现代的土耳其伊斯坦布尔）一个重要的典礼广场，大致相当于现代的圣索菲亚广场（土耳其语：Aya Sofya Meydanı）。原为公众市集，6世纪改造成一个由柱廊环绕的封闭庭院，作为拜占庭帝国首都一些最重要的大厦之间的联系空间。广场一直幸存到拜占庭帝国后期，后来成为废墟，直到16世纪初仍可看见痕迹。

## 历史
奥古斯塔广场可追溯到君士坦丁大帝定都于此之前。当罗马皇帝塞普蒂米烏斯·塞維魯（193–211）重建拜占庭城时，他建立一个由柱廊包围的大广场，因此命名为四柱廊广场（Tetrastoon）。在广场中心矗立着一根圆柱，是赫利俄斯神像。在320年代，君士坦丁用许多新的纪念性建筑来装点他选择的新首都。其中一项建设工程是在四柱廊广场周围新建建筑，奥古斯塔广场系得名于广场上的一根斑岩纪念柱，柱顶是君士坦丁母亲海伦娜太后的的雕像，她的称号为奥古斯塔（奧古斯都的陰性型）。459年，利奥一世皇帝重建奥古斯塔广场。在尼卡暴动中被毁后，又由皇帝查士丁尼大帝再次重建于530年代。这个广场原来向公众开放，用作该市的食品市场（agora），但在查士丁尼重建后，它成为一个封闭的庭院，出入受到限制。自从7世纪，拜占庭作家就明确地将它称作圣索菲亚大教堂的前院。
查士丁尼的奥古斯塔广场在后来的数百年中变化不大。13世纪后期，从尼西亞帝国收复该市以后，广场及附近的建筑物似乎已经是圣索非亚大教堂的财产。但是到15世纪初，意大利旅行家克里斯托福罗·布隆戴蒙提称广场已变成了废墟，到1540年代皮埃尔·吉尔斯逗留期间，只剩下了七根圆柱的断片。

## 位置和描述
奥古斯塔广场位于君士坦丁堡的东部，在拜占庭帝国早期和中期，作为该市的行政，宗教和礼仪的中心。这个广场为长方形开放空间，周围环绕着柱廊，可能是在459年增建，后来由查士丁尼重建。其精确的尺寸现在无法确定。鲁道夫·吉扬认为它是一个长方形，长85米，宽60-65米。

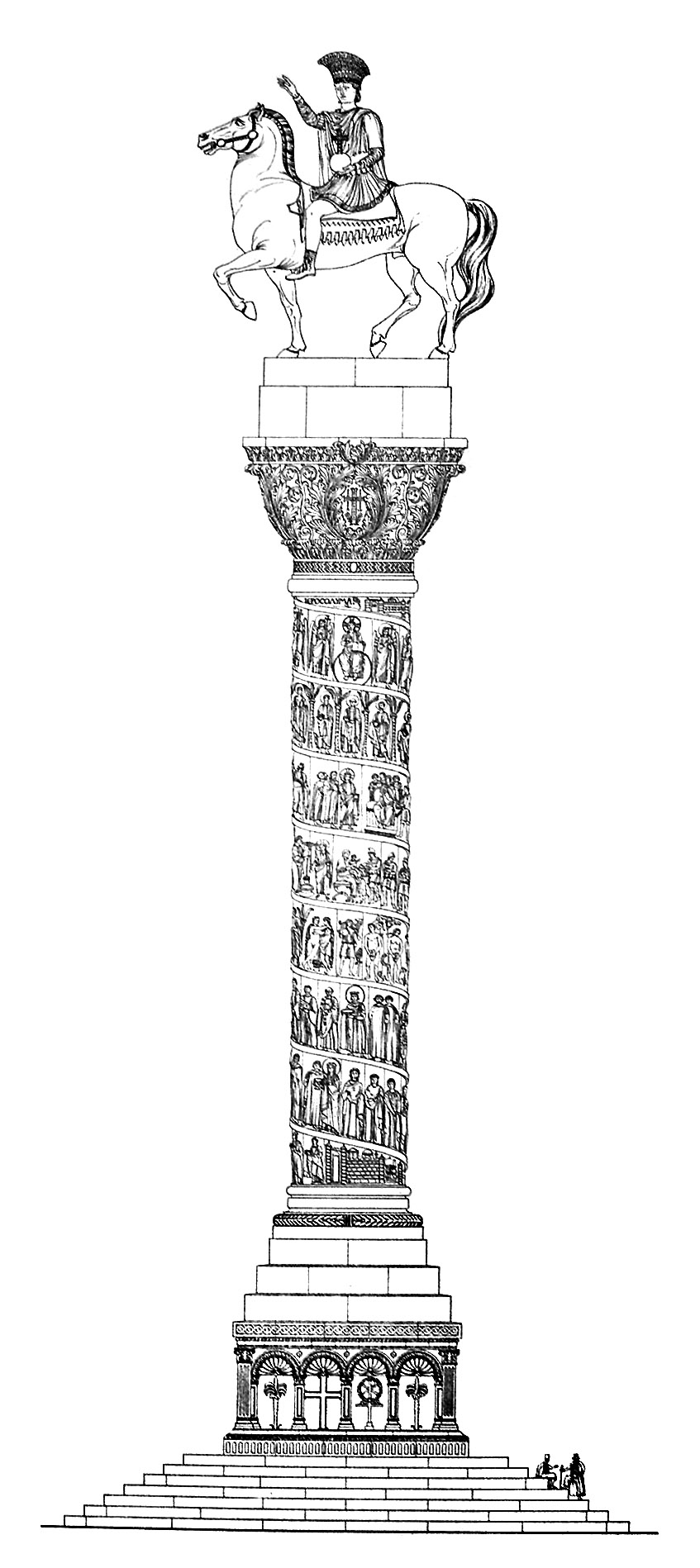
查士丁尼柱复原图

奥古斯塔广场四面封闭，可以从其西侧的Melete门和南侧的Pinsos门进入，从城市的主干道梅塞大道。广场外面是帝国公路的零里程标志米利安。奥古斯塔广场的北面到圣索非亚大教堂和牧首宫（ Patriarcheion ），东面是君士坦丁堡城内的两座元老院会堂的其中之一（另一座在君士坦丁广场），由君士坦丁或尤利安兴建，查士丁尼重建，前面的门廊有六根巨柱。在元老院旁，广场的东南角是君士坦丁堡大皇宫的入口，宏伟的查爾克大門，而西南角是巨大的宙克西帕斯浴場和君士坦丁堡赛马场的北端。在7世纪，可能由君士坦丁堡牧首托马斯一世在广场的东南侧，兴建了巨大的三走道的巴西利卡Thōmaitēs（Θωμαΐτης）。这是牧首宫的接见大厅，还包含了牧首图书馆，一直存在到16世纪。 
如同考古挖掘所发现的，奥古斯塔广场本身用大理石铺砌，特点是有许多雕像，除了上面提到的海伦娜奥古斯塔雕像 8世纪到9世纪的 Parastaseis syntomoi chronikai 记载，一根圆柱上是君士坦丁本人的雕像，两侧是他三个儿子的雕像：君斯坦丁二世、君士坦斯一世和君士坦提乌斯二世，后来又增加了李锡尼和尤利安的雕像。狄奥多西大帝在位期间（395-423年），取而代之的是狄奥多西的银质骑马雕像矗立在柱顶，两侧是他儿子阿卡迪奥斯和弗拉維烏斯·奧古斯都·霍諾留的雕像。厄特克西皇后位于柱顶的铜像也安放在广场上。雕像落成时的伴随的噪音和异教徒仪式，受到牧首金口若望的批评，引起了皇后的愤怒，随后牧首遭到废黜和流放。这尊雕像的基座在1848年发现，现在安放在圣索菲亚大教堂的花园。在查士丁尼重建之后，广场的主要特征是高高的查士丁尼柱，自543年起矗立在广场的西端，纪念他的胜利。柱顶是查士丁尼本人的骑马雕像，三个蛮族的国王跪在前面，献上贡品。它一直幸存到16世纪，才被奥斯曼帝国拆除。。